# Liste der Biografien/Conk
Liste der Biografien |
Portal Biografien |
Personensuche
# |
A |
B |
C |
D |
E |
F |
G |
H |
I |
J |
K |
L |
M |
N |
O |
P |
Q |
R |
S |
T |
U |
V |
W |
X |
Y |
Z |
?
 
Ca |
Cb |
Cc |
Ce |
Ch |
Ci |
Cj |
Ck |
Cl |
Cm |
Cn |
Co |
Cr |
Cs |
Ct |
Cu |
Cv |
Cw |
Cy |
Cz
 
Coa–Cod |
Coe–Cok |
Col |
Com |
Con |
Coo–Coq |
Cor |
Cos |
Cot |
Cou |
Cov |
Cow |
Cox |
Coy |
Coz
 
Cona |
Conb |
Conc |
Cond |
Cone |
Conf |
Cong |
Conh |
Coni |
Conj |
Conk |
Conl |
Conn |
Cono |
Conq |
Conr |
Cons |
Cont |
Conu |
Conv |
Conw |
Cony |
Conz
Die Liste der Biografien führt alle Personen auf, die in der deutschsprachigen Wikipedia einen Artikel haben. Dieses ist eine Teilliste mit 13 Einträgen von Personen, deren Namen mit den Buchstaben „Conk“ beginnt.

## Conk

### Conka
- Conkarah (* 1985), jamaikanischer Reggae-Sänger

### Conke
- Conker, Özlem (* 1973), türkische Schauspielerin

### Conkl
- Conklin, Brian (* 1989), US-amerikanischer Basketballspieler
- Conklin, Chester (1886–1971), US-amerikanischer SchauspielerChester Conklin (1886–1971)

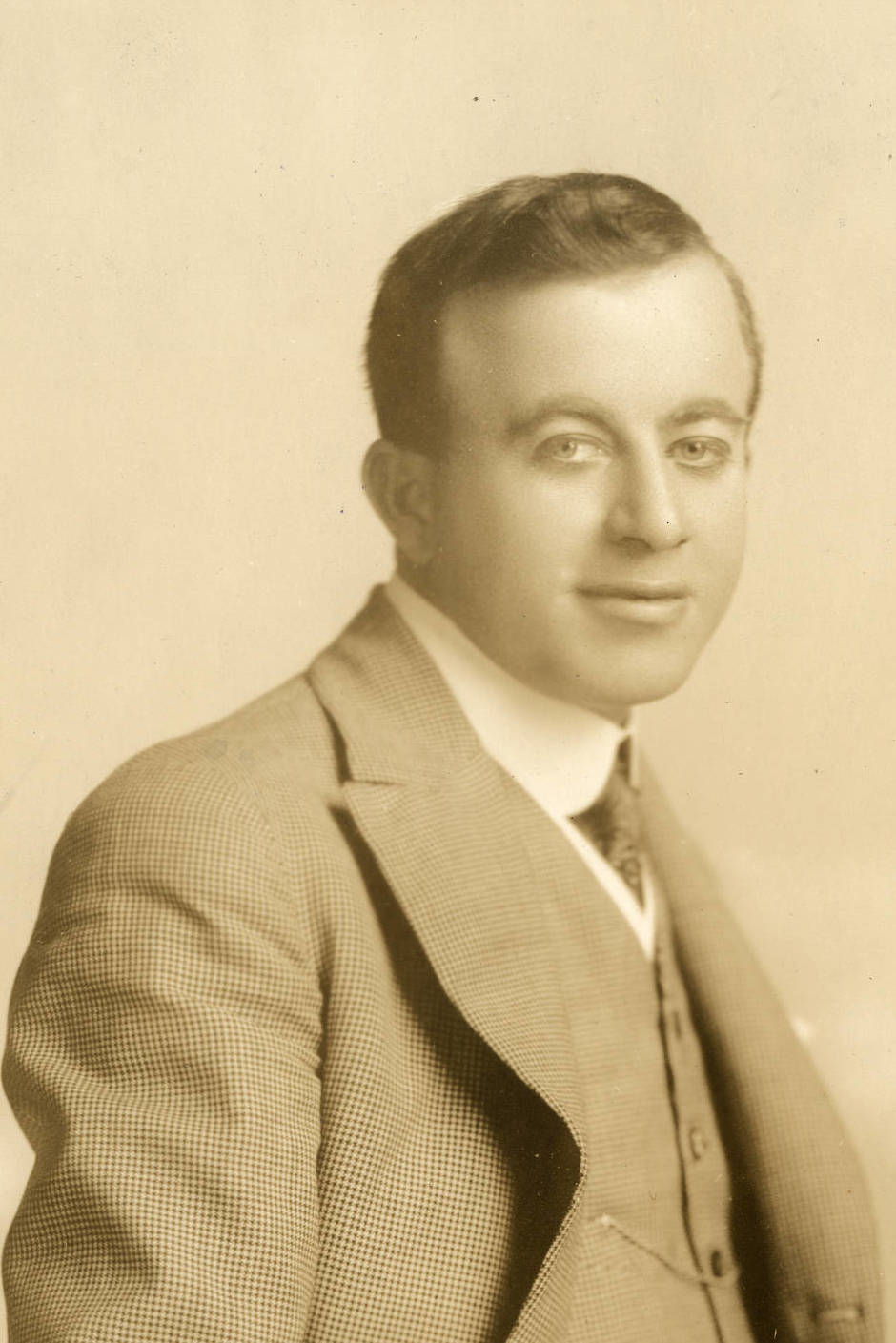
Chester Conklin (1886–1971)

- Conklin, Edwin Grant (1863–1952), US-amerikanischer Entwicklungsbiologe
- Conklin, Heinie (1886–1959), US-amerikanischer Schauspieler und Komiker
- Conklin, Jack (* 1994), US-amerikanischer American-Football-Spieler
- Conklin, Ty (* 1976), US-amerikanischer Eishockeytorwart
- Conklin, Tyler (* 1995), US-amerikanischer American-Football-Spieler
- Conklin, William (1872–1935), US-amerikanischer Schauspieler der Stummfilmzeit
- Conkling, Alfred (1789–1874), US-amerikanischer Jurist und Politiker
- Conkling, Frederick A. (1816–1891), US-amerikanischer Offizier und Politiker
- Conkling, Roscoe (1829–1888), US-amerikanischer Jurist und Politiker